# Super Fórmula Japonesa
A Super Fórmula (anteriormente conhecida como Formula Nippon), é um tipo de corrida de fórmula e o nível mais alto de corridas monopostos no Japão.

## História

### Formula 2000 (1973–1977)
Em 1973, a Federação de Automobilismo do Japão (JAF) estabeleceu o "Campeonato de Fórmula 2000 em todo o Japão" como a primeira série de corridas de fórmula de alto nível no Japão, para promover a popularidade das corridas de fórmula automobilística no país.
A Fórmula Nippon foi criada em 1973 como uma versão japonesa da Fórmula 2, porém com algumas importantes diferenças no regulamento técnico. Mas o JAF aprovou o uso de motores de corrida de propósito específico, diferente da série européia F2, que só permitia motores de corrida baseados em modelos de produção em massa. Devido a essa diferença, a série não se encaixava nos regulamentos da Fórmula 2 naqueles dias. Portanto, a série foi renomeada "Formula 2000", não "Formula 2".
No Japão, apesar de as corridas de carros esportivos e de turismo terem sido muito populares nos anos 60, as corridas de carros do tipo fórmula eram menos populares naquela época. Até mesmo o Grande Prêmio do Japão perdeu sua popularidade depois de mudar seu formato de corridas de carros esportivos e de turismo para corridas de carros de fórmula em 1971.

### Formula Dois (1978–1986)

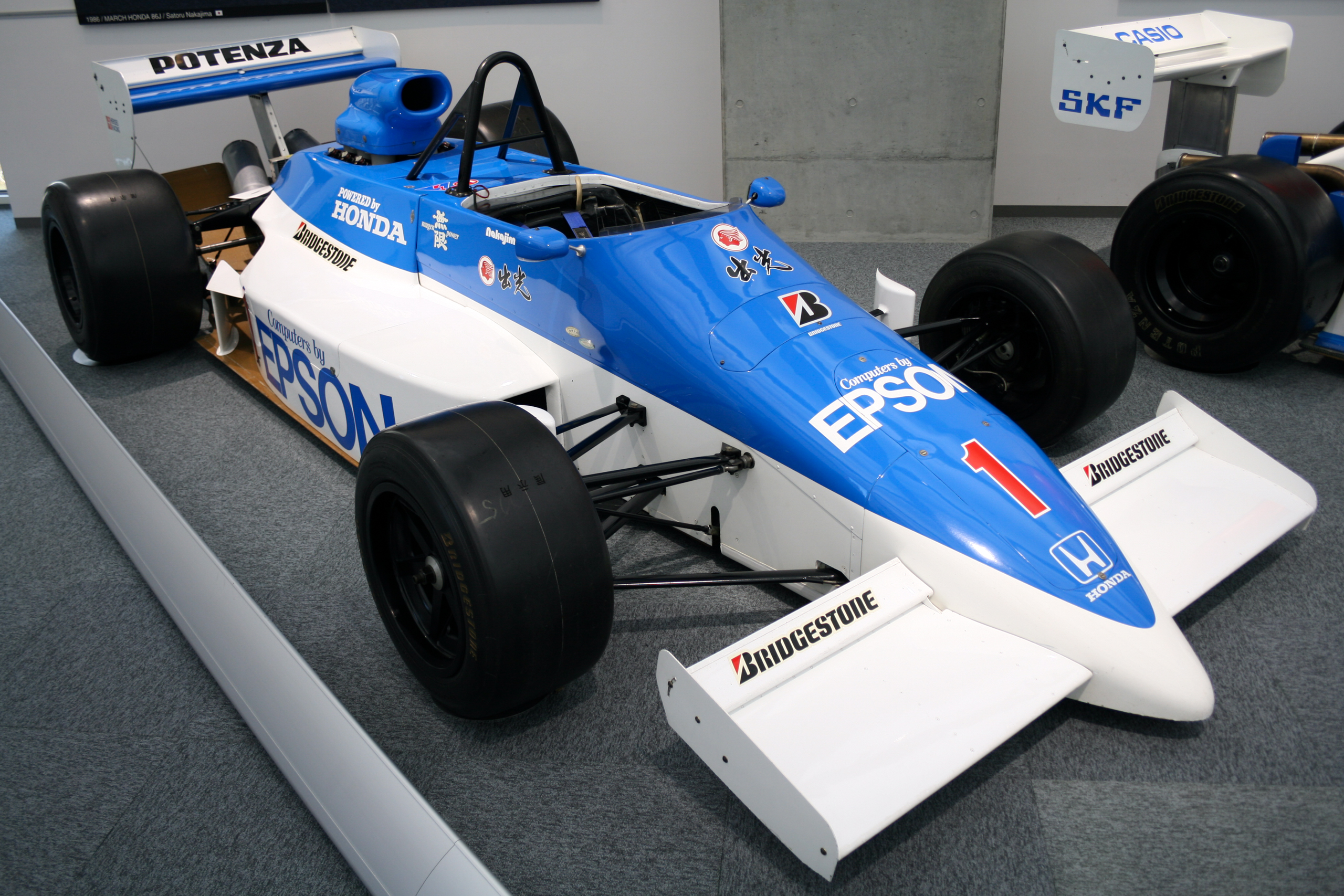
March 86J de Satoru Nakajima, campeão da temporada 1986.

O regulamento revisado da Fórmula Dois em 1976 removeu a restrição sobre motores onde limitavam o uso de motores baseados em modelos de produção em massa. Com essa mudança, o raciocínio por trás do nome "Fórmula 2000" desapareceu. Isso levou a série a ser renomeada de "All-Japan Formula Two Championship" em 1978.

### Formula 3000 (1987–1995)
Quando a Fórmula 2 Européia terminou em 1984, o seu homólogo japonês não seguiu o exemplo imediatamente. A JAF considerou iniciar uma nova série de Fórmula Dois a partir de 1988. No entanto, todos os participantes dirigiram carros da Fórmula 3000 no Campeonato 1987. Assim, o Campeonato de Fórmula 2 de 1987 foi cancelado devido à falta de entrada de qualquer carro para esse formato.
Mudando para o padrão aberto de Fórmula 3000 em 1987, o "Campeonato de Fórmula 3000 All-Japan" começou em 1988. Mais uma vez, os regulamentos japoneses e europeus se igualaram até 1996, quando a série [International Formula 3000]] se tornou apenas uma para baixar os custos.
Graças à bolha de preço dos ativos japoneses e à Fórmula 1 no Japão, a série teve muitos participantes e investidores. Ele atraiu muitos jovens pilotos promissores fora do Japão para competir na série. Inevitavelmente, o fim de tais fenômenos levou ao declínio da série.

### Formula Nippon (1996–2012)
Em meados da década de 1990, a Fórmula Japonesa rompeu, mudando a forma da série para "Formula Nippon". A nova Japan Race Promotion, formada pela Fuji Television, tornou-se o promotor com o reconhecimento da série pela JAF como Autoridade Nacional do Esporte (ASN) do Japão.
Nos anos 2000, as corridas de carros esportivos tornaram-se mais populares no Japão, e muitos pilotos da Fórmula Nippon também participaram o campeonato japonês de Super GT.

#### Chassis

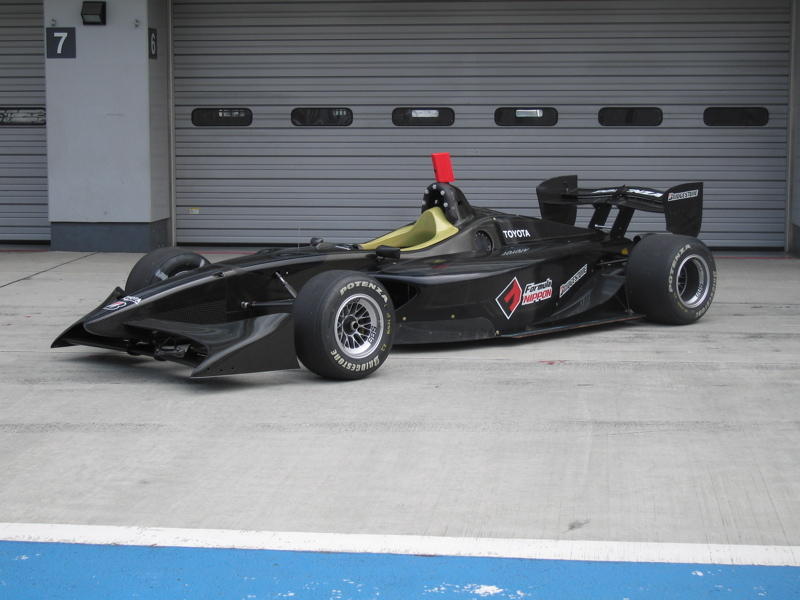
Chassi Swift FN09 (também conhecido como Swift 017.n), usado na F-Nippon entre 2009 e 2012.

Até 2002, a Formula Nippon era uma fórmula aberta, onde uma variedade de construtores de chassis e fabricantes de motores podiam competir. Chassis foram fornecidos pela  Lola,  Reynard, e  G-Force, enquanto a Mugen-Honda forneceu a grande maioria dos motores (embora Motores Cosworth foram encontrados na era da Fórmula 3000).
No entanto, com a falência de Reynard em 2002, e a retirada da G-Force um ano antes, a Fórmula Nippon mais uma vez seguiu a liderança da F3000 em se tornar uma série de um fornecedor para a temporada de 2003. Os carros da Fórmula Nippon utilizavam os chassis Lola B03/50 movidos por motores Mugen-Honda.
Em 2006, a Formula Nippon passou por uma revisão drástica de seus regulamentos. Foi introduzido um novo chassis Lola FN06, enquanto a fórmula do motor sofreu uma revisão drástica. Blocos de motor foram fornecidos pela Toyota e pela Honda, usando as mesmas especificações de bloco do motor encontradas na [Indy Racing League] de 2005, com o open-tuning ainda permitido.
A fabricante americana de carros de corrida Swift Engineering produziu o chassi FN09 que foi usado de 2009 a 2013. Esses chassis foram desenhados de forma a aumentar o downforce do carro como um todo, modernizar a série, facilitar as ultrapassagens e passar uma maior sensação de agilidade nas pistas. Para isso, possui construção comparável a outros monopostos, à base de fibra de carbono e é feito sob o conceito de "carro-asa" (conceito banido da Fórmula 1, por exemplo), utilizando-se do efeito solo para conseguir uma grande aderência.

#### Motor
A F-Nippon tem, desde 2006, motores V8 de 3400cc fabricados por dois fornecedores: Honda e Toyota. Os propulsores da Toyota são de modelo RV8K, e são os mesmos usados em seus carros na Super GT (nesse caso, os motores são renomeados RV8K-G). As usinas Honda recebem a denominação de HR09E e são exclusivas da categoria.

Os motores pesam aproximadamente 120 kg e entregam 600 HP de potência, tendo seus giros limitados a 10300 RPM. Eles têm que durar, obrigatoriamente, 4 corridas. Caso seja necessária a troca antes das 4 provas, o piloto em questão perde 10 posições on grid de largada (exceto se o motor quebrar durante uma prova e impedir o piloto de completá-la; nesse caso, não há punição).

#### Pneus
Desde 1997 a categoria conta com uma única fornecedora de pneus, a Bridgestone. São disponibilizados, a cada prova, dois tipos de pneus para condições de pista seca (slicks) e um tipo para pista molhada (que pode ser usado com eficiência também como pneu "intermediário"). Devido ao grande downforce gerado pelo chassi, os pneus estão entre as partes mais exigidas de todo o carro, precisando, por isso, ter uma construção muito resistente.

Com a saída da G-Force em 2001 e a falência da Reynard em 2002, a F-Nippon se tornou uma categoria monomarcas, com chassis Lola B03/50 e motores Mugen-Honda. Entretanto, as equipes têm autorização para fazer alterações nos propulsores.
Depois de uma reformulação profunda em seu regulamento no ano de 2006, a categoria passou a ter dois fabricantes de motores: Honda e Toyota.

No ano de 2009 a série trocou a fornecedora de chassis, com o objetivo de reduzir os custos, modernizar o equipamento e gerar mais ultrapassagens. Desde então são usados chassis Swift FN09.

#### Sistema de ultrapassagens
A F-Nippon utiliza um sistema de ultrapassagens semelhante ao "push-to-pass" da IndyCar Series e da GP2. Ao ser pressionado, o botão eleva o limite de giros do motor de 10300 para 10700 RPM por um período de 20 segundos. O sistema pode ser utilizado 5 vezes durante uma corrida, e LEDs localizados acima da cabeça do piloto indicam quantas vezes o botão ainda pode ser pressionado durante aquela prova.

### Sistema de pontuação
O sistema de pontuação segue a seguinte tabela, de acordo com a posição de chegada na corrida:
Os pontos são concedidos de acordo com o sistema padrão da FIA usado de 2003 a 2009, mas com um ponto de bônus para a pole position.
| Position | 1º | 2º | 3º | 4º | 5º | 6º | 7º | 8º | Pole |
| Pontos   | 10 | 8  | 6  | 5  | 4  | 3  | 2  | 1  | 1    |
| -------- | -- | -- | -- | -- | -- | -- | -- | -- | ---- |

### Super Formula (2013– )

#### Carros
O chassi base para a série é o Dallara SF14, que foi revelado em Tóquio em 25 de março de 2013. O carro pesa 650 quilos e é equipado com motores turbo de dois litros da Honda ou da Toyota, basicamente os mesmos motores usados no campeonato de turismo Super GT GT500 (o fabricante do Super GT500 pode participar). Ele também possui um sistema de redução de arrasto semelhante ao usado na Fórmula 1.
Embora o chassi seja projetado por Dallara, 30% do carro é fabricado no Japão.
Comparável a um Fórmula 1 contemporânea, a pole position em um Super-Fórmula Dallara SF14 no Circuito de Suzuka em 2017, 1:35.907, é 8,588 segundos ou 9,0% mais lenta do que a pole position do GP do Japão de 2017.
Para a temporada de 2019, foi realizado o lançamento do modelo Dallara SF19. O carro, comparado ao SF14, é baseado em uma maior exploração do downforce gerada pelo fundo, mudando o equilíbrio das asas para o efeito solo, a fim de aumentar as chances de ultrapassagem. A aparência é mais parecida com a da F1, com uma barbatana no capuz e uma barriga lateral mais pronunciada. [2] O Halo não está previsto no projeto original, mas Dallara estudou a possibilidade de sua presença. [4]
O motor deriva do usado no Super GT, e é de 2.000 cc, com limitador de combustível e sistema push to pass [6].

#### Especificações
- Deslocamento do motor: 2,0 L (122 pol.) DOHC inline-4
- Caixa de velocidades: caixa de velocidades de 6 velocidades
- Peso: 1.455 lb (660 kg)
- Potência: 543 hp (405 kW)
- Combustível: gasolina sem chumbo de 102 RON
- Fornecimento de combustível: injeção direta de combustível
- Aspiração: Turbo simples
- Comprimento: 5.268 mm (207 pol.)
- Largura: 1.910 mm (75 pol.)
- Distância entre eixos: 3.155 mm (125 in)
- Direção: cremalheira e pinhão elétricos

## Pilotos
Apesar dos regulamentos serem mais tecnicamente exigentes, a categoria conta com pilotos experientes e jovens promessas, em sua maioria japoneses já que o campeonato continua sendo uma série nacional. Ele possui status de segundo nível em comparação com a Fórmula 2 da FIA e sua antecessora, a GP2. Os pilotos estrangeiros sempre foram participantes regulares nos campeonatos japoneses, e existiram vários pilotos que vieram da Fórmula 3000 japonesa ou da Fórmula Nippon para um importante papel na Fórmula 1; Os mais conhecidos são Eddie Irvine, Ralf Schumacher campeão de 1996 da Formula Nippon e Pedro de la Rosa campeão de 1997 da Formula Nippon.

## Campeões
O fundo cinza indica que não houve outro fornecedor ou modelo no ano.
| Temporada | Nome da série          | Campeão                | Campeão                                             | Campeão                 | Campeão                   | Campeão | Equipe                                              |
| Temporada | Nome da série          | Piloto                 | Equipe                                              | Chassis                 | Motor                     | Pneu    | Equipe                                              |
| --------- | ---------------------- | ---------------------- | --------------------------------------------------- | ----------------------- | ------------------------- | ------- | --------------------------------------------------- |
| 1973      | All-Japan Formula 2000 | Motoharu Kurosawa      | Heros Racing                                        | March 722               | BMW M12/6                 | B       | Não houve premiação                                 |
| 1974      | All-Japan Formula 2000 | Noritake Takahara      | Takahara Racing                                     | March 842               | BMW M12/6                 | B       | Não houve premiação                                 |
| 1975      | All-Japan Formula 2000 | Kazuyoshi Hoshino      | Victory Circle Racing                               | March 742               | BMW M12/6                 | B       | Não houve premiação                                 |
| 1976      | All-Japan Formula 2000 | Noritake Takahara      | Heros Racing                                        | Nova 512                | BMW M12/7                 | B       | Não houve premiação                                 |
| 1977      | All-Japan Formula 2000 | Kazuyoshi Hoshino      | Heros Racing                                        | Nova 512B Nova 532P     | BMW M12/7                 | B       | Não houve premiação                                 |
| 1978      | All-Japan Formula Two  | Kazuyoshi Hoshino      | Heros Racing                                        | Nova 532P Nova 522      | BMW M12/7                 | B       | Não houve premiação                                 |
| 1979      | All-Japan Formula Two  | Keiji Matsumoto        | Team LeMans                                         | March 782 March 792     | BMW M12/7                 | D       | Não houve premiação                                 |
| 1980      | All-Japan Formula Two  | Masahiro Hasemi        | Tomica Racing Team                                  | March 802               | BMW M12/7                 | B       | Não houve premiação                                 |
| 1981      | All-Japan Formula Two  | Satoru Nakajima        | i&i Racing                                          | Ralt RH6/80 March 812   | Honda RA261E              | B       | Não houve premiação                                 |
| 1982      | All-Japan Formula Two  | Satoru Nakajima        | Team Ikuzawa                                        | March 812 March 822     | Honda RA262E              | B       | Não houve premiação                                 |
| 1983      | All-Japan Formula Two  | Geoff Lees             | John Player Special eam Ikuzawa                     | Spirit 201 March 832    | Honda RA263E              | D       | Não houve premiação                                 |
| 1984      | All-Japan Formula Two  | Satoru Nakajima        | Heros Racing                                        | March 842               | Honda RA264E              | B       | Não houve premiação                                 |
| 1985      | All-Japan Formula Two  | Satoru Nakajima        | Heros Racing com Nakajima                           | March 85J               | Honda RA264E Honda RA265E | B       | Não houve premiação                                 |
| 1986      | All-Japan Formula Two  | Satoru Nakajima        | Heros Racing com Nakajima                           | March 86J               | Honda RA266E              | B       | Não houve premiação                                 |
| 1987      | Japanese Formula 3000  | Kazuyoshi Hoshino      | Hoshino Racing                                      | March 87B Lola T87/50   | Honda RA387E              | B       | Não houve premiação                                 |
| 1988      | All-Japan Formula 3000 | Aguri Suzuki           | Footwork Sports Racing Team                         | March 87B Reynard 88D   | Yamaha OX77               | B       | Não houve premiação                                 |
| 1989      | All-Japan Formula 3000 | Hitoshi Ogawa          | Auto Beaurex Motor Sport                            | Lola T88/50 Lola T89/50 | Mugen MF308               | D       | Não houve premiação                                 |
| 1990      | All-Japan Formula 3000 | Kazuyoshi Hoshino      | Cabin Racing Team em conjunto com Impul             | Lola T90/50             | Mugen MF308               | B       | Não houve premiação                                 |
| 1991      | All-Japan Formula 3000 | Ukyo Katayama          | Cabin Racing Team juntamente com Heros              | Lola T90/50 Lola T91/50 | Cosworth DFV              | B       | Não houve premiação                                 |
| 1992      | All-Japan Formula 3000 | Mauro Martini          | Acom Evolution Team Nova                            | Lola T91/50 Lola T92/50 | Mugen MF308               | B       | Não houve premiação                                 |
| 1993      | All-Japan Formula 3000 | Kazuyoshi Hoshino      | Nisseki Impul Racing Team                           | Lola T92/50             | Cosworth DFV              | B       | Não houve premiação                                 |
| 1994      | All-Japan Formula 3000 | Marco Apicella         | Dome                                                | Dome F104               | Mugen MF308               | D       | Não houve premiação                                 |
| 1995      | All-Japan Formula 3000 | Toshio Suzuki          | Hoshino Racing                                      | Lola T94/50             | Mugen MF308               | B       | Não houve premiação                                 |
| 1996      | Formula Nippon         | Ralf Schumacher        | X-Japan Racing Team LeMans                          | Reynard 96D             | Mugen MF308               | B       | X-Japan Racing Team LeMans                          |
| 1997      | Formula Nippon         | Pedro de la Rosa       | Shionogi Team Nova                                  | Lola T97/51             | Mugen MF308               | B       | Shionogi Team Nova                                  |
| 1998      | Formula Nippon         | Satoshi Motoyama       | LEMONed Racing Team LeMans                          | Reynard 97D             | Mugen MF308               | B       | LEMONed Racing Team LeMans                          |
| 1999      | Formula Nippon         | Tom Coronel            | PIAA Nakajima Racing                                | Reynard 99L             | Mugen MF308               | B       | PIAA Nakajima Racing                                |
| 2000      | Formula Nippon         | Toranosuke Takagi      | PIAA Nakajima Racing                                | Reynard 2KL             | Mugen MF308               | B       | PIAA Nakajima Racing                                |
| 2001      | Formula Nippon         | Satoshi Motoyama       | Team Impul                                          | Reynard 99L             | Mugen MF308               | B       | Team 5Zigen                                         |
| 2002      | Formula Nippon         | Ralph Firman           | PIAA Nakajima Racing                                | Reynard 01L             | Mugen MF308               | B       | PIAA Nakajima Racing                                |
| 2003      | Formula Nippon         | Satoshi Motoyama       | Team Impul                                          | Lola B3/51              | Mugen MF308               | B       | Team Impul                                          |
| 2004      | Formula Nippon         | Richard Lyons          | DoCoMo Team Dandelion Racing                        | Lola B3/51              | Mugen MF308               | B       | Team Impul                                          |
| 2005      | Formula Nippon         | Satoshi Motoyama       | Mobilecast Team Impul arting Racing Team with Impul | Lola B3/51              | Mugen MF308               | B       | Mobilecast Team Impul arting Racing Team with Impul |
| 2006      | Formula Nippon         | Benoît Tréluyer        | Mobilecast Team Impul                               | Lola B06/51 (FN06)      | Toyota RV8J               | B       | Mobilecast Team Impul                               |
| 2007      | Formula Nippon         | Tsugio Matsuda         | Mobilecast Team Impul                               | Lola B06/51 (FN06)      | Toyota RV8J               | B       | Mobilecast Team Impul                               |
| 2008      | Formula Nippon         | Tsugio Matsuda         | Lawson Team Impul                                   | Lola B06/51 (FN06)      | Toyota RV8J               | B       | Lawson Team Impul                                   |
| 2009      | Formula Nippon         | Loïc Duval             | Nakajima Racing                                     | Swift 017.n (FN09)      | Honda HR09E               | B       | Nakajima Racing                                     |
| 2010      | Formula Nippon         | João Paulo de Oliveira | Mobil 1 Team Impul                                  | Swift 017.n (FN09)      | Toyota RV8K               | B       | Mobil 1 Team Impul                                  |
| 2011      | Formula Nippon         | André Lotterer         | Petronas Team TOM'S                                 | Swift 017.n (FN09)      | Toyota RV8K               | B       | Petronas Team TOM'S                                 |
| 2012      | Formula Nippon         | Kazuki Nakajima        | Petronas Team TOM'S                                 | Swift 017.n (FN09)      | Toyota RV8K               | B       | DoCoMo Team Dandelion Racing                        |
| 2013      | Super Formula          | Naoki Yamamoto         | Team Mugen                                          | Swift 017.n (SF13)      | Honda HR12E               | B       | Petronas Team TOM'S                                 |
| 2014      | Super Formula          | Kazuki Nakajima        | Petronas Team TOM'S                                 | Dallara SF14            | Toyota RI4A               | B       | Petronas Team TOM'S                                 |
| 2015      | Super Formula          | Hiroaki Ishiura        | P.mu/cerumo・INGING                                 | Dallara SF14            | Toyota RI4A               | B       | Petronas Team TOM'S                                 |
| 2016      | Super Formula          | Yuji Kunimoto          | P.mu/cerumo・INGING                                 | Dallara SF14            | Toyota RI4A               | Y       | P.mu/cerumo・INGING                                 |
| 2017      | Super Formula          | Hiroaki Ishiura        | P.mu/cerumo・INGING                                 | Dallara SF14            | Toyota RI4A               | Y       | P.mu/cerumo・INGING                                 |
| 2018      | Super Formula          | Naoki Yamamoto         | Team Mugen                                          | Dallara SF14            | Honda HR12E               | Y       | Kondō Racing                                        |
| 2019      | Super Formula          | Nick Cassidy           | Vantelin Team Tom's                                 | Dallara SF19            | Toyota RI4A               | Y       | Vantelin Team TOM'S                                 |
|           |                        |                        |                                                     |                         |                           |         |                                                     |